# Тинсли, Сэмюэл
Сэмюэл Тинсли (англ. Samuel Tinsley, 13 января 1847, Саут-Миммс, Хартфордшир — 26 февраля 1903, Лондон) — английский шахматист, мастер, один из сильнейших шахматистов Англии конца XIX века, участник ряда крупных международных турниров.
Часто играл в остроатакующем стиле, забывая об осторожности, что, по мнению современников, помешало ему добиться более впечатляющих успехов.
Занимался бизнесом. В начале 1870-х годов вместе с братьями основал издательскую фирму «Tinsley Brothers, a publishing firm». В 1872 году создал собственную компанию «Samuel Tinsley & Co». Позже продал ее фирме «F. V. White & Co».
В день смерти Тинсли посетил баптистскую церковь в Луишеме, где слушал проповедь и участвовал в теологическом диспуте. Сразу после выступления он внезапно потерял сознание и в себя уже не пришел. Похоронен на кладбище той же церкви.
Также Тинсли был известен как шахматный журналист. Вёл шахматную колонку в газете «The Times» и журнале «Kentish Mercury». После смерти шахматиста над колонкой «The Times» в работали его сыновья Эдвард, Генри, Сэмюэл и Фрэнк. С 1912 года колонку единолично вёл Эдвард Тинсли (1869—1937).

## Спортивные результаты
| Год  | Город     | Соревнование                                                     | + | ≈  | = | Результат | Место |
| ---- | --------- | ---------------------------------------------------------------- | - | -- | - | --------- | ----- |
| 1890 | Лондон    | Гандикап-турнир ресторана «Simpson's Divan»                      |   |    |   |           |       |
|      | Манчестер | Международный турнир (6-й конгресс Британского шахматного союза) | 8 | 5  | 6 | 11 из 19  | 7—9   |
| 1893 | Лондон    | Турнир ресторана «Simpson's Divan»                               | 2 | 1  | 2 | 3 из 5    | 2—4   |
| 1895 | Гастингс  | Международный турнир                                             | 7 | 13 | 1 | 7½ из 21  | 20—21 |
| 1896 |           | Матч Англия — США по телеграфу (против Дж. Барри)                | 0 | 1  | 0 | 0 из 1    |       |
| 1899 | Лондон    | Международный турнир                                             | 5 | 19 | 4 | 7 из 28   | 14    |